# Place du Chevalier-du-Guet
La place du Chevalier-du-Guet, anciennement carrefour de la Porte-Perrin-Gasselin, est une ancienne place de Paris, disparue en 1854. Elle était située dans l'ancien 4e arrondissement (actuel 1er arrondissement).

## Situation
Cette place était située entre la rue Perrin-Gasselin et la rue du Chevalier-du-Guet. Le cul-de-sac ou impasse du Chevalier-du-Guet, qui allait jusqu'en 1450 jusqu'à la rue Saint-Germain-l'Auxerrois, aboutissait dans l'angle sud-est de la place. Elle faisait 30 m de long sur environ 10 m de large.
Le dernier numéro impair était le no 7 et le dernier numéro pair était le no 10. Les numéros de la rue étaient noirs.
La rue appartenait juste avant la Révolution française à la paroisse Saint-Germain-l'Auxerrois. Pendant la Révolution, elle faisait partie de la « section du Louvre », renommée « section du Muséum » en mai 1792 avant de devenir le quartier du Louvre, lors de la création de l'ancien 4e arrondissement en 1795.

## Origine du nom
Ce nom lui vient du chevalier du guet, ou du commandant du guet, qui y logeait au commencement du XVe siècle.

## Historique
Cette place faisait partie anciennement du territoire dit « Perrin-Gasselin ». Jusqu'au milieu du XVIe siècle, cette place fut connue sous la dénomination « carrefour de la Porte-Perrin-Gasselin ».
Ce n'est que vers le milieu du XVIe siècle que cette place pris la dénomination de « place du Chevalier-du-Guet ». Elle est citée sous le nom de « place du chevalier du guet » dans un manuscrit de 1636.
Précédemment établie au 29, rue Coquillière, la mairie de l'ancien 4e arrondissement se déplaça, de 1803 à 1850, dans l'ancien hôtel féodal du Chevalier-du-Guet, situé au 4, place du Chevalier-du-Guet.
Un décret du 21 juin 1854 réorganise les abords des Halles et prévoit notamment le percement de l'actuelle rue des Halles. Dans le cadre de cette opération d'urbanisme, la rue Jean-Lantier est prolongée jusqu'à la rue Saint-Denis, entraînant la disparition de la place,.

## Bâtiments remarquables et lieux de mémoire
L'hôtel du Chevalier-du-Guet est un ancien hôtel particulier féodal.

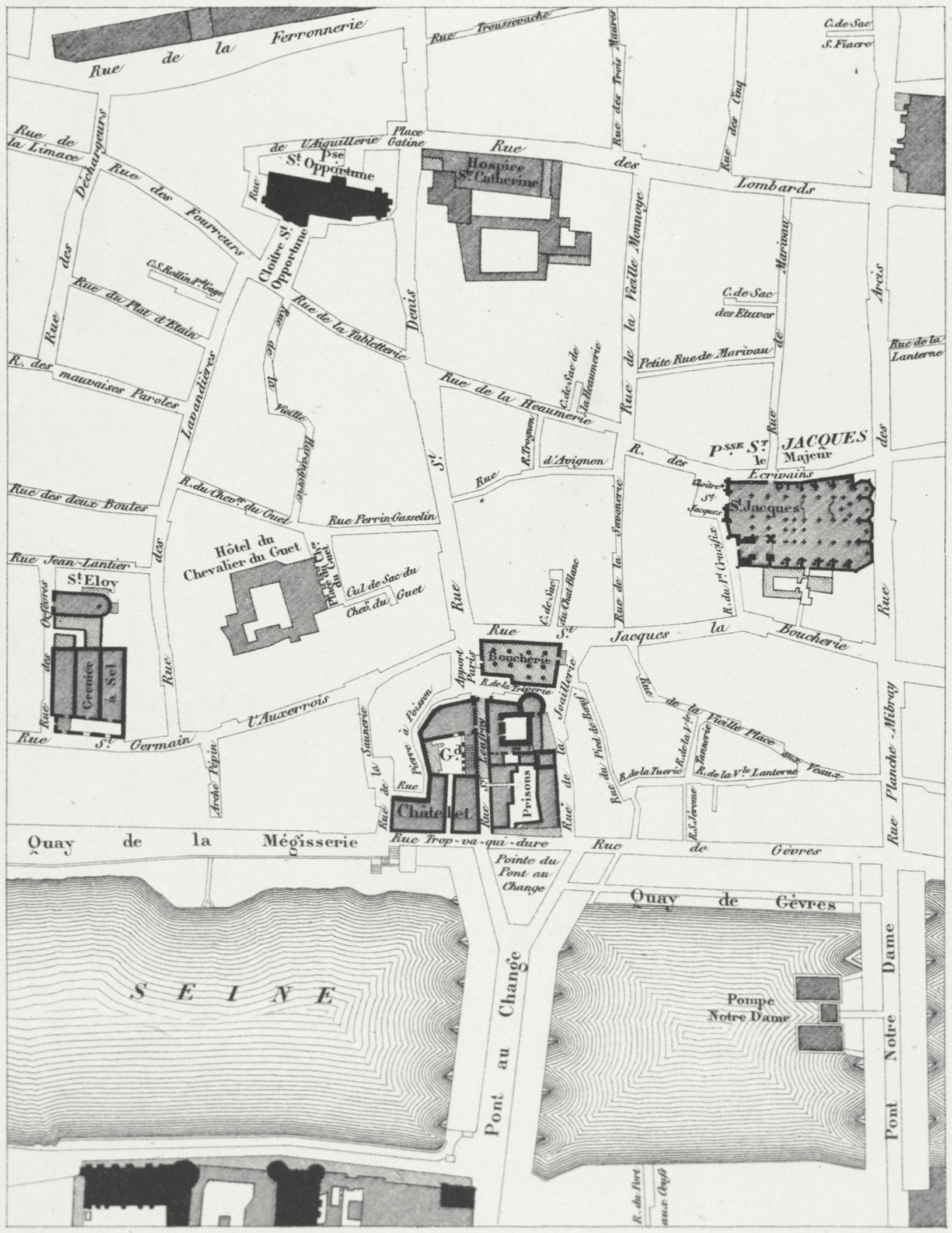
Quartier du Châtelet en 1750.
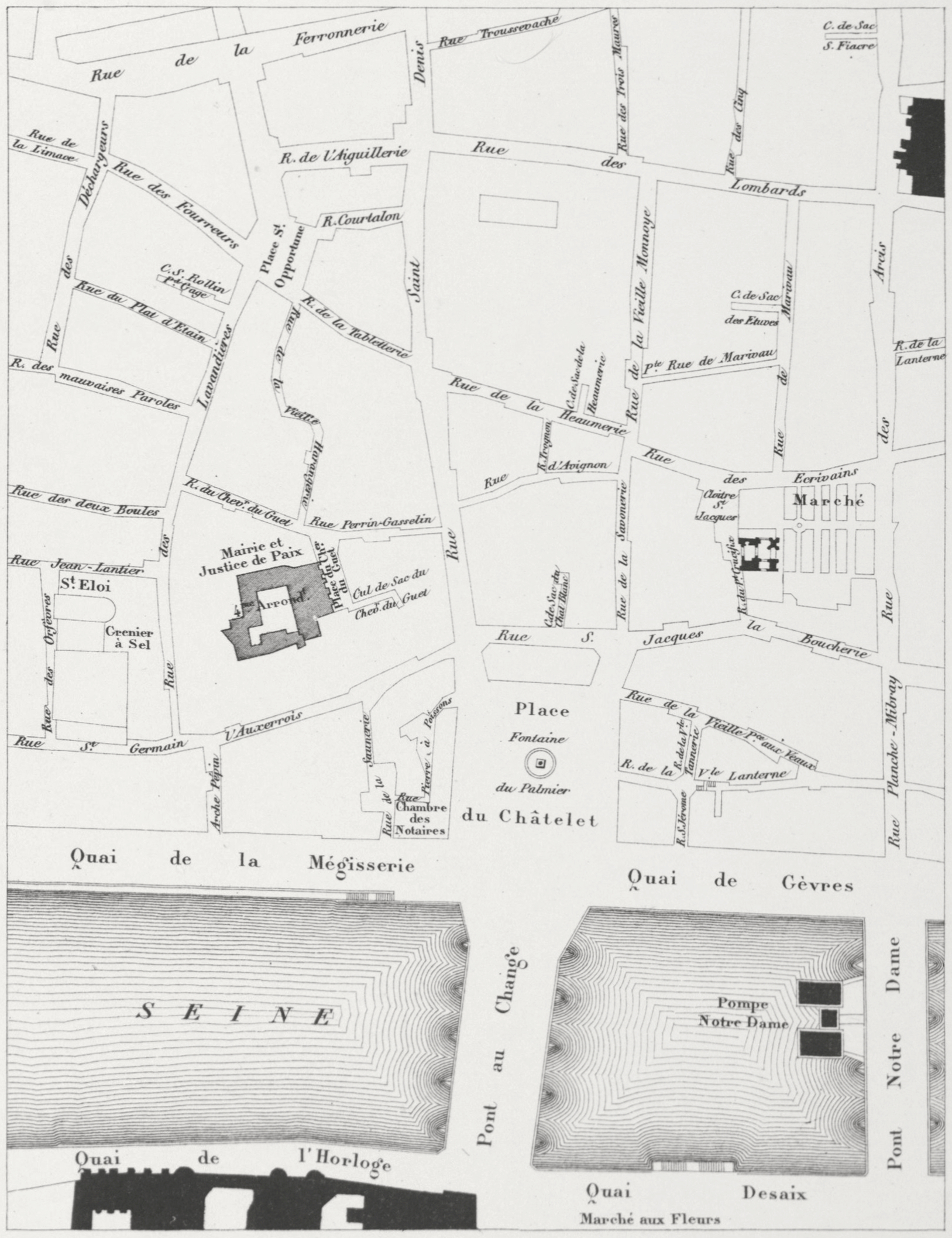
Quartier du Châtelet en 1836.